# الأشراف السليمانيون
السليمانيون أحد بطون بني هاشم من قبيلة قريش ينتسبون إلى سليمان بن عبد الله بن موسى بن عبد الله بن الحسن بن الحسن بن علي بن أبي طالب الهاشمي القرشي. يعد السليمانيون والموسويون وآل قتادة أبناء عمومة حيث يلتقون بالنسب إلى عبدالله الرضا بن موسى الجون. وقد تولوا إمارة مكة المكرمة في القرنين الرابع والخامس الهجري. يُعرف السليمانيون اليوم بألقاب أسرهم المختلفة ويقطنون اليوم بمنطقة مكة المكرمة ومنطقة المدينة المنورة ومنطقة جازان ومنطقة عسير ولا يعرف في وقتنا الحاضر من الأشراف السليمانيين من يلقب بالسليماني .

## حكمهم لمكة المكرمة والحجاز
حكم السليمانيون مكة المكرمة في بدايات القرن الخامس الهجري، وتولى إمارة مكة منهم:
- الأمير أبو الطيب داود بن عبد الرحمن بن أبي الفاتك عبد الله بن داود بن سليمان وذلك سنة 403هـ/1012م وقيل سنة 401هـ.[4][7]
- الأمير محمد بن عبد الرحمن بن أبي الفاتك
- الأمير وهاس بن أبو الطيب داود بن عبد الرحمن بن أبي الفاتك
- الأمير حمزة بن وهاس بن أبو الطيب داود بن عبد الرحمن بن أبي الفاتك

## حكمهم للمخلاف السليماني
استوطن بعض السليمانيين منطقة المخلاف السليماني جنوب غرب الجزيرة العربية التي تتكون منها حالياً تهامة الحجاز وعسير ومنطقة جازان بجنوب غرب المملكة العربية السعودية، وكانت بداية استيطانهم بتلك المنطقة في أواخر القرن الرابع الهجري، ثم ما لبثوا أن حققوا لهم فيها وضعاً سياسياً واجتماعياً مكنهم من إقامة حكم وراثي لهم بتلك المنطقة منذ أواخر القرن الرابع الهجري، واستمر حكمهم بها حتى سنة (943هـ / 1536م) عندما قضى الشريف أبو نمي محمد بن بركات شريف مكة المكرمة والحجاز عليهم وضم بلادهم إلى مكة وبعد ذلك بسنتين دخلت المنطقة بأسرها تحت نفوذ الخلافة العثمانية.
ويعرف الأشراف السليمانيون في المخلاف السليماني بألقابهم المشهورين بها وما عرف من هذه الفروع المشهورة بأسمائها. كالقطبيين آل الأمير، والنعميين وواحدهم النعمي، وال المعافا، والخواجيين، والفلاقية، والذرويين، والقاسميين المهادية، والشماخي، وال هضام، والجواهرة، والهدار والشعاب (في المخلاف)، والجعافرة، والمثام، والعماريين، والفليتيين.